# Кембридж Юнайтед
«Ке́мбридж Юна́йтед» (полное название — Футбольный клуб «Кембридж Юнайтед», англ. Cambridge United Football Club; английское произношение: [ˈkeɪmbrɪdʒ ju:ˈnaɪtɪd 'futbɔ:l klʌb]) — английский профессиональный футбольный клуб из города Кембридж, графство Кембриджшир, Восточная Англия. Основан в 1912 году, с 1949 года имеет профессиональный статус.
В настоящее время выступает в Лиге 2, четвёртом по значимости дивизионе в системе футбольных лиг Англии.

## История

### Начальные годы
Клуб был основан в 1912 году под названием Эбби Юнайтед, названная в честь района Аббатства Кембриджа. Клуб под названием Кембридж Юнайтед существовал в Кембридже с 1909 года, но этот клуб не был связан с клубом существующим сегодня. Клуб, играющий в местных любительских лигах в течение многих начальных лет, перемещалась от одного района в другую Аббатства Кембриджа прежде, чем обосноваться на Стадионе Эбби. В 1949 году клуб становиться профессиональным клубом и переименовывает своё название на Кембридж Юнайтед в 1951 году. До конца сезона 1957/58 гг. клуб играет в Восточной футбольной лиге, пока не продвигается в Южную футбольную лигу. Три года спустя Кембридж Юнайтед достигает Первого дивизиона Южной Лиги.

### Эра Футбольной лиги: 1970—2005

Выступления Кембридж Юнайтеда в 1970—2015 годах

После выхода в Футбольную лигу в 1970 году, для замены Брэдфорда Парка Авеню клуб был продвинут от Четвёртого дивизиона до Первого после трёх сезонов, но потом обратно выбывает в Четвёртый.
После назначения тренером Рона Аткинсона Кембридж Юнайтед выигрывет последующие соревнования и выходит во Второй дивизион в 1978 году — после восьми лет проведения в Футбольной лиге. После этого достижения Аткинсон уходит в Вест Бромвич Альбион, игравший в то время в Первом дивизионе. Вместо него тренером клуба назначается Джон Докэрти, бывший помощник Аткинсона.
В 1980 году Кембридж Юнайтед достигает своего самого лучшего результата — восьмого места во Втором дивизионе. Однако после этого клуба постигают ужасные сезоны в 1983-84 гг. (устанавление рекорда лиги по беспобедной серии (31 проигрышей) который был превзойдён клубом Дерби Каунти в 2008 году) и 1985-86 гг. (устанавление рекорда лиги по потерям очков за сезон (33 очка)). Эти и последующие неудачи повлияли на посещаемости матчей клуба, а также его финансах, выбив Кембридж Юнайтед обратно в Четвёртый дивизион, в самую низкую профессиональную лигу Англии того времени.
Начало 1990-х годов стало самым успешным периодом Кембриджа Юнайтед. Вскоре после назначения нового тренера Джона Бека клуб выигрывает свой первый финал за 12 лет Четвёртого дивизиона в мае 1990 года на стадионе Уэмбли. В финале Дион Даблин забивает единственный гол Кембридж Юнайтеда против Честерфилда. При Беке клуб выходит в четвертьфиналы Кубка Англии в 1990 и 1991 годах и побеждает Третий дивизион в 1991 году. Кембридж Юнайтед выходит в игры плей-офф 1992 года, после окончания 5-м во Второй дивизионе, но терпить неудачу в попытке стать членами-учредителями Премьер-лиги. Это стало самым высоким результатом клуба, не побитым до настоящего времени. В следующем сезоне руководство клуба увольняет Джона Бека и клуб выбывает в Третий дивизион. После двух сезонов клуб вылетает в Четвёртый дивизион. Кембридж Юнайтед возвращается во Второй дивизион, но выбывает в 2002 году несмотря на выход в финал Трофея Футбольной лиги, где они проигрывают со счётом 4:1 Блэкпулу на стадионе Миллениум.
В 2005 году после 35 лет проведения в Футбольной лиге Кембридж Юнайтед выбывает в Национальную лигу. Вместе с этим клуб постигают финансовые проблемы. 22 июля 2005 года клуб выходит из финансовой проблемы, после вмешательства тогдашнего министра по делам спорта Ричарда Кэборна. В том году Кембридж Юнайтед продаёт свой домашний стадион Эбби за 1,9 миллиона фунтов для хранения клуба на плаву.

### В Национальной лиге: 2005—2014
В начале сезона 2006/07 было объявлено, что бывший бомбардир Норидж-Сити Ли Пауэр будет новым президентом клуба, вместо Брайана Аттмора. Джонни Хонь (новый владелец клуба) должен был также воссоединиться с правлением клуба как заместитель президента клуба после отставки Джона Говарда на основаниях конфликта интересов. Джимми Квинн назначается тренером клуба, после того, как Пауэр принимает управление клуба и после ужасного периода, включавшего неожиданное поражение со счётом 5:0 от Хистона, и спасение клуба от вылета победами в пяти матчах из последних семи игр сезона.

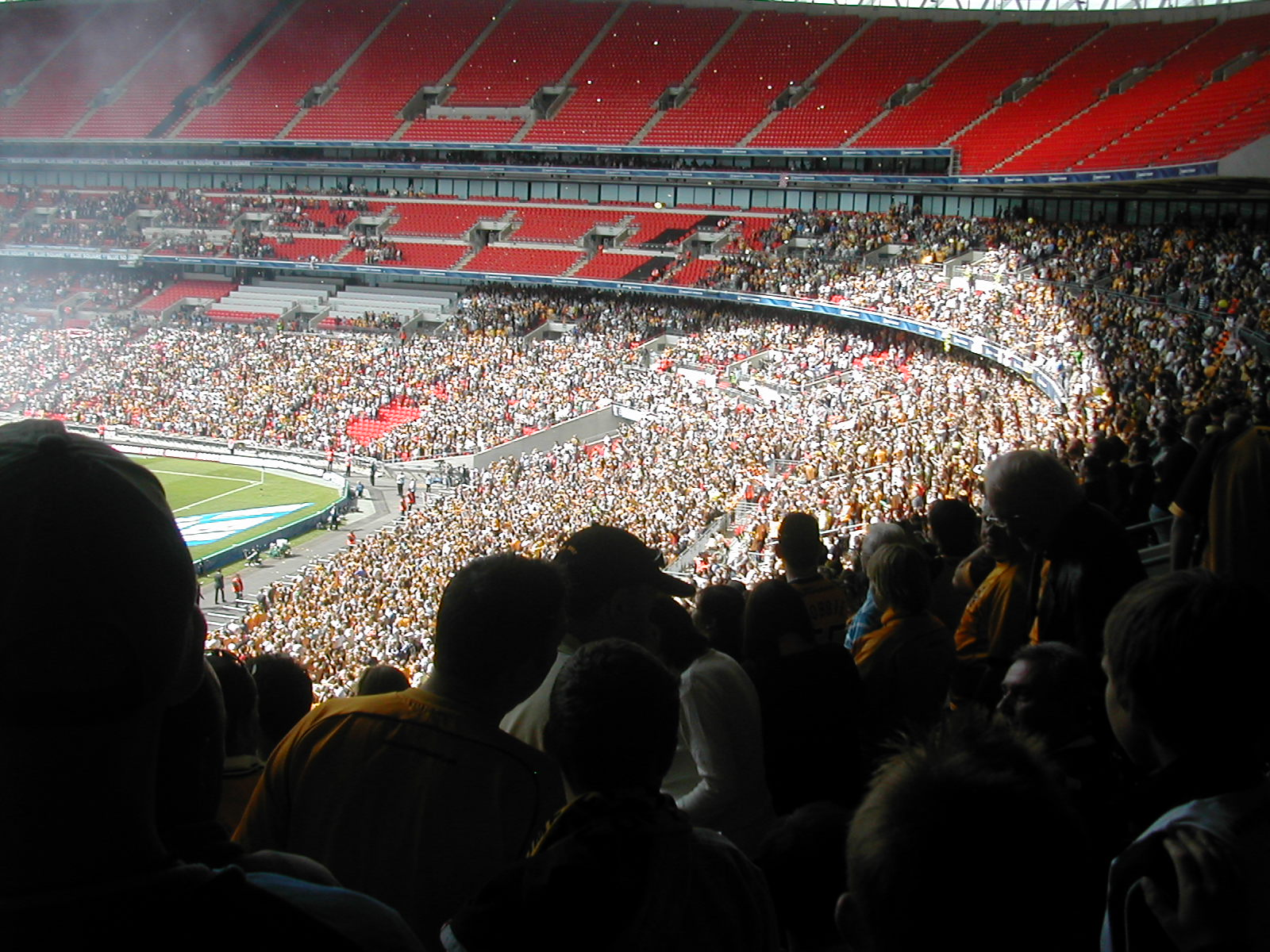
Болельщики клуба на матче Кембридж Юнайтед — Эксетер Сити

После подписания нескольких высококлассных и опытных игроков в следующем сезоне Квинн приводит Кембридж Юнайтед тогдашнему долгому когда-либо непобеждённому старту сезона (сезон 2007-08), который достигал до двенадцати игр. Кембридж Юнайтед подписывает соглашения о спонсорстве, которые увеличивает финансовую безопасность клуба. В середине сезона Ли Пауэр подаёт отставку. Вместо него приходит Уэйно Персер. Этот сезон Кембридж Юнайтед заканчивает на 2-м месте и выходит в плей-офф. В полуфинале плей-офф они обыгрывают Бертон Альбион с общим счётом 4:3, но проигрывает в финале со счётом 1:0 Эксетер Сити, проходившем на стадионе Уэмбли.
После поражения на стадии плей-офф многие ключевые игроки покидают клуб, и вместе с игроками уходит из клуба тогдашний тренер клуба Джимми Квинн. Вместо Квинна главным тренером назначает экс-тренер Саутпорта Гэри Брэбин, назначивший Пола Кардена играющим тренером — помощником. В сезоне 2008-09 клуб снова занимает 2-е место в лиге и снова проигрывает в финале плей-офф. Брэбин в том сезоне признаётся лучшим тренером Национальной лиги. Но после ссоры с президентом клуба Брэбина увольняют и вместо него назначают тренером клуба Мартина Линга.
«Кембридж Юнайтед» заканчивает первый сезон под руководством Линга на 10-м месте — этого было недостаточно для места на стадии плей-офф. Следующий сезон Кембридж Юнайтед также заканчивает 10-м местом и владельцы клуба выставляют клуб на продажу. Несмотря на интерес, выражаемый от многих сторон новый владелец клуба все ещё не был найден. Позже, в том же месяце владельцы клуба Grosvenor Group показали планы относительно нового стадиона Кембриджа Юнайтед, включавщий новое местоположение стадиона в городе. В начале 2011 года Мартин Линг был уволен и вместо него на временной основе тренером клуба назначается экс-тренер КРК Джез Джордж. Ему удаётся регулировать клуб, закончив 17-м в лиге, который приводит Джорджа главным тренером на постоянной основе. Восстановив команду с игроками от молодёжной системы клуба и подписанием контракта с Данке Харрисоном и Томе Шоу, Джорджу удаётся привести Кембридж Юнайтед к 9-му месту в лиге. Также Джез Джордж приводит клуб к четвертьфиналу Кубка Англии, где они проигрывают со счётом 2:1 дома Уилдстону. После одиннадцати игр в следующем сезоне Джез Джордж становится президентом клуба, и Джордж объявляет Ричарда Мани как нового главного тренера клуба. Клуб первый сезон с Мани оканчивают на 14-м месте. После этого состав клуба значительно обновляется и Кембридж Юнайтед оканчивает следующий сезон на 2-м месте, выйдя в плей-офф. В финале плей-офф Кембридж Юнайтед обыгрывает со счётом 2:1 Гейтсхед, и выходит в Футбольную лигу после девятилетнего отсутствия. В том году клуб впервые выходит в финал Трофея Футбольной ассоциации и выигрывают в финале клуб Госпорт Боро со счётом 4:0.

### Возвращение в Футбольную лигу: 2014 — в настоящее время
Свой первый сезон после возвращения в Футбольной лигу Кембридж Юнайтед окончил на 19-м месте с 51 очками и дошёл до четвёртого раунда Кубка Англии, где сыграл с Манчестер Юнайтедом на стадионе Эбби. Эти два клуба в последний раз встречались во втором раунде Кубка лиги осенью 1991 года. В этом случае матч на стадионе Эбби закончилась в безголевой ничьей, вызвав повторный матч на Олд Траффорд, который Манчестер Юнайтед выиграл со счётом 3:0 — тем же самым счётом, произошедшим во время последнего визита Кембридж Юнайтед в Манчестер почти четверть века прежде.
В сезоне 2020/2021 команда заняла 2-е место, и вместе с «Челтнем Таун» и «Болтон Уондерерс» вышла в Лигу 1.

## Форма и эмблема
Кембридж Юнайтед традиционно носила янтарные и чёрные домашние комплекты во множестве разновидностей, включая простой янтарь с чёрной отделкой (в 1979-91 гг.), янтарные и чёрные четверти (1996-98 гг.) и множествами полос (в 1926-36 гг.). Только между 1957-60 и 1970-72 годами имелись футболки, не преобладавшие янтарьным цветом, когда клуб выбрал белую форму с маленькой янтарно-чёрной деталью в рукавах футболки. Выездные комплекты часто были белыми с некоторой янтарно-чёрной деталью, хотя недавно футболки были синими по требованию тогдашнего спонсора футболок — компании Kershaw.
Первый спонсор появилась на футболке Кембридж Юнайтед в сезоне 1985/86 гг., когда футболка была изменена в середине сезона от простого янтаря до янтарных и чёрных полос. Компания Spraymate была первым спонсором футболки клуба и после него спонсорами клубов были такие компании, как: Lynfox, Howlett, Fujitsu, Beaumont Stainless Steel, Premier Travel, C and R Windows, Quicksilver, Capital Sports, Global Group, Haart, Global Self Drive, и в сезоне 2009/10 гг. Greene King IPA.
Первые комплекты команд были произведены компанией Admiral, обеспечивающим первую полосу, на которой впервые появилась эмблема производителя. Клуб впоследствии носил комплекты, созданные компаниями Nike, Patrick, Sporta и Vandanel, появившись последний раз полосами в сезоне 2007/08 гг. и впоследствии поменявшаяся на янтарную футболку, показывающая драматический чёрный дизайн пояса, поляризовавший мнения поклонников. Летом 2010 года клуб расторг контракт с Vandanel, из-за неспособности компании обеспечить их потребности, и после этого клуб подписывает соглашение с итальянской компанией Erreà. Для старта сезона 2013/14 гг. клуб подписывает соглашение с Puma. В сезоне 2014/15 соглашение с Puma была продлена и клуб вернулась к янтарным и чёрным полосам домашней формы.
Текущая эмблема клуба, большой мяч вверху которого написано 'CU' украшенная с тремя башенками на вершине, носили на футболках с сезона 1986/87 гг. В 1996 и 1998 годах эмблема клуба потерпела некоторые изменения. Ранее в футболках клуба были просто вышиты акронимы, как «CUFC» или «Book & Ball» эмблемы, используемый в течение конца 1970-х годов. Клуб в сезоне 2012/13 гг. использовала специальную эмблему предназначенную для празднования столетия клуба.

## Стадион

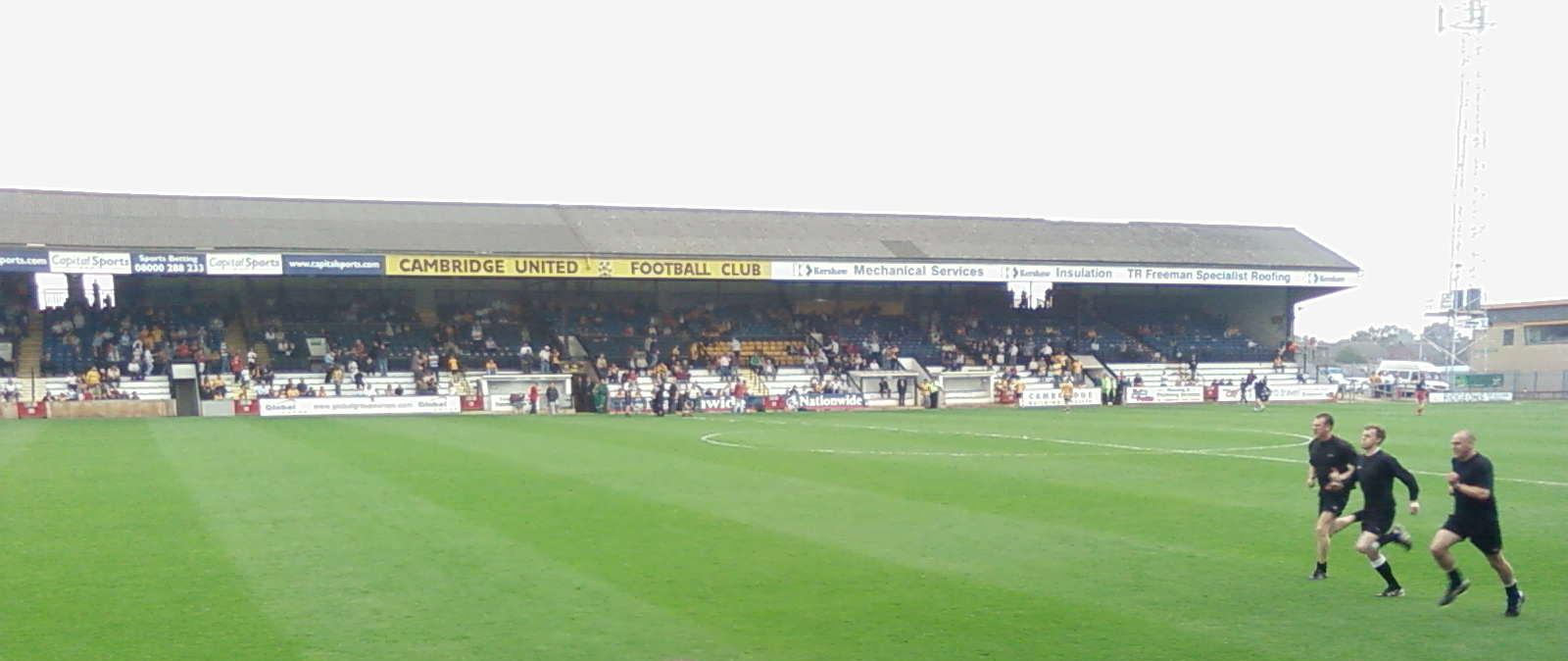
Главная трибуна стадиона Эбби

Кембридж Юнайтед в настоящее время играет домашние матчи на стадионе Эбби, который является домашним стадионом клуба с 1932 года. С 2009 года стадион также была известна как The R. Затраты на стадион Эбби были выплачены через соглашение о спонсорстве. Стадион в настоящее время вмещает 8 127 зрителей, в том числе 4 376 сидячих места. [49] [50]
Прежде, чем обосноваться на стадионе Эбби с победой над Кембридж Юниверсити Пресс в товарищеской встрече 31 августа 1932, клуб сыграло свои домашние матчи во многих спортивных объектах близ города. До Первой мировой войны клуб играла домашние матчи на стадионе Midsummer Common. После окончания войны клуб переместилась на стадион Stourbridge Common и после выхода в Первую лигу Кембриджшира клуб переезжает в Newmarket Road. В этом стадионе клуб начал с победы над Хистоном.
В 1929 году Футбольная ассоциация Кембриджшира была недовольна уклоном в этом месте и переместили клуб на стадион Parker’s Piece в начале сезона 1930-31 гг. Несмотря историческое значение стадиона Parker’s Piece, как первый стадион, где действовали Кембриджские правила клуб играла в этом стадионе только один сезон.

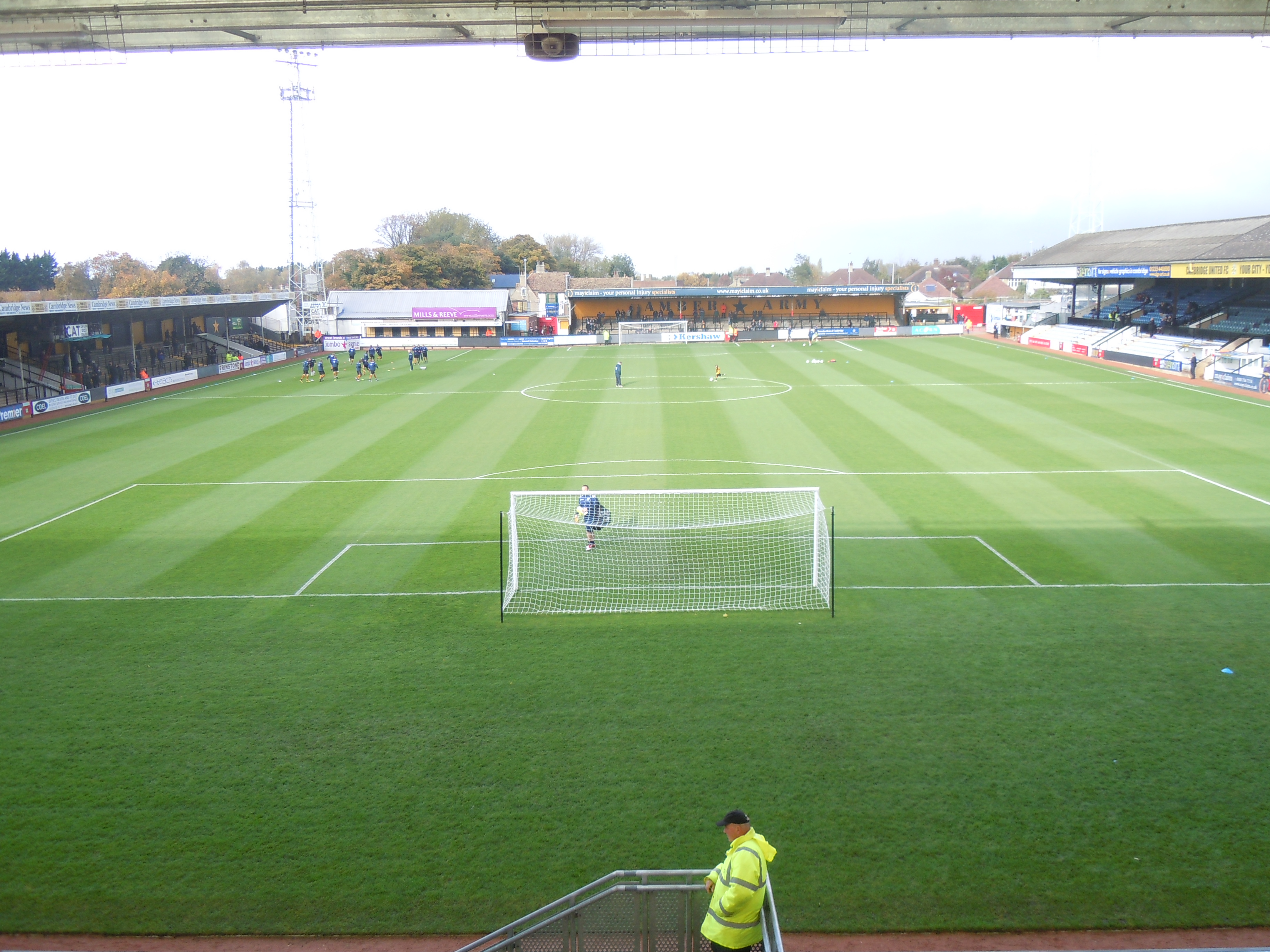
Южная трибуна стадиона Эбби

В январе 2006 года Джон Говард объявил, что клуб планирует переместиться со стадиона Эбби на стадион в Милтоне. Это решение было поддержано Кембриджширскими Горизонтами. Но это решение подверглось критике поклонниками из-за риска потери идентичности клуба после перемещения из города и, несмотря на слова Говарда, описывающего их как крайне важное решение для будущего клуба, мало кто его поддерживал публично. Впоследствии планы постройки нового стадиона, который также включал бы конференц-холлы, был исключён отчётом Инспектором планирования, описавшим его как неподходящее развитие в зелёном поясе и в октябре 2009 года Кембридж Юнайтед объявила о своих намерениях перестроить стадион Эбби с новым президентом.
Во время кризиса стадион был продан Bideawhile Grosvenor Estates в июне 2010 года. Вскоре после этого новые владельцы стадиона объявили о подписании «Меморандума о взаимопонимании положительного сотрудничества ради достижения перемещения клуба на новый стадион» с группой болельщиков Cambridge Fans United. В январе 2011 года планы относительно нового стадиона клуба были представлены на открытой встрече, включая потенциально новые местоположения в городе.
В сентябре 2011 года Grosvenor Estates объявила, что они в сотрудничестве с имущественной фирмой Wranbridge сумели сократить потенциально новые местоположения стадиона до двух, оба располагались в зелёной зоне. Вскоре было выбрано одно — Трампингтон Мидоус, к юго-западу от города. В этом месте планировалось построить новый стадион вместимостью 8 000 зрителей. Однако после возражения жителей и местных советов клуб отказался от этого плана в 2013 году.
В мае 2015 Grosvenor опубликовала первые эскизы потенциальных проектов для перестроенного стадиона с планами изменить название стадиона на Cambridge Community Stadium. В настоящее время главная задача в плане — увеличение вместимости Newmarket Road до 3 500 зрителей. Новый стадион будет также включать сооружения клуба для общественного использования. Терраса Хаббина будет также полностью перестроена, который станет полностью сидячим и будет расширена. Главная трибуна будет также расширена и перестроена.

## Инфраструктура
Клуб имеет футбольную школу и весьма развитую инфраструктуру.